# Filisoma micracanthi
Filisoma micracanthi är en hakmaskart som beskrevs av Hiroshi Harada 1938. Filisoma micracanthi ingår i släktet Filisoma och familjen Cavisomidae. Inga underarter finns listade i Catalogue of Life.